# Tramwaje w Ljunghusen
Tramwaje w Ljunghusen − zlikwidowany system komunikacji tramwajowej w szwedzkiej miejscowości Ljunghusen, działający w latach 1905–1924.

## Historia
W 1904 otwarto linię kolejową pomiędzy Vellinge i Falsterbo co spowodowało, że między innymi w Ljunghusen zaczęto budować letnie rezydencje. Także w 1904 założono spółkę AB Ljungskogens Strandbad. W czasie jednego ze spotkań podjęto decyzję o budowie linii tramwajowej od dworca kolejowego do plaży nad Bałtykiem w południowej części miejscowości. Linią tramwajową planowano przewozić pasażerów i towary. Ruch na linii miał być prowadzony tylko latem od czerwca do sierpnia. Linię tramwajową otwarto w maju 1905. Trasa linii:
- Järnvägsstationen (dworzec kolejowy) – Stranden Östra/Vestra (plaża wschodnia/zachodnia)

Linia miała charakter prywatny i była wykorzystywana przez właścicieli letnich rezydencji zlokalizowanych w Ljunghusen. Ruch towarowy prowadzony był codziennie. Tramwaje spod dworca kolejowego odjeżdżały o 9.40 i 10.40. Wagony tramwajowe w ciągu nocy miały postój koło dworca kolejowego, a konie w stajni należącej do rodziny Nilssonów. Linię tramwajową zlikwidowano w sierpniu 1924, z powodu coraz większego ruchu samochodów, które przejęły część przewozów. Kilka miesięcy po zawieszeniu ruchu wagony nadal stały koło dworca kolejowego. 
Tramwaje kursowały po torach o szerokości 891 mm.

## Tabor
Do obsługi linii posiadano dwa otwarte wagony tramwajowe wyprodukowane przez J.C. Petersens Gjuteri och Mek. Verkstad w 1905. W każdym wagonie było po 10 ławek. Do transportu towarów używano wagonów platform.